# Incidente del Cessna 172 di Tampa del 2002
Il 5 gennaio 2002 Charles J. Bishop, uno studente della East Lake High School di Tarpon Springs, nello stato della Florida negli Stati Uniti, rubò un Cessna 172 e lo fece schiantare contro la Bank of America  nel centro di Tampa. L'impatto uccise l'adolescente e danneggiò un ufficio, ma non ci furono altri feriti.
Bishop era stato ispirato dagli attacchi dell'11 settembre; aveva lasciato una lettera di suicidio in cui attribuiva gli attacchi a Osama bin Laden e li elogiava come una risposta giustificata alle azioni contro i palestinesi e gli iracheni, scrivendo anche che stava agendo per conto di Al Qaida, da cui aveva rifiutato l'aiuto. Poiché i funzionari non riuscivano a trovare altre prove di collegamenti con i terroristi, il terrorismo stesso come movente fu escluso e suggerirono che l'incidente fosse un apparente suicidio. La madre di Bishop presentò, poi ritirò, una causa sostenendo che gli effetti collaterali psicologici dell'isotretinoina avevano portato il figlio a causare l'incidente. Bishop usava l'isotretinoina, nota per indurre depressione e raramente azioni suicide, come medicinale per l'acne.

## Il volo
Alle 17:00 EST, l'istruttore di volo del quindicenne Charles J. Bishop lo lasciò a bordo dell'aereo per eseguire un'ispezione di base pre-volo. Una volta rimasto solo all'interno del Cessna, accese il motore e decollò senza permesso. Poco dopo il decollo, i controllori del traffico aereo allertarono la Guardia costiera degli Stati Uniti e la base aerea di MacDill. Nonostante i ripetuti avvertimenti di un elicottero inviato dalla Guardia costiera, il Cessna continuò a volare finché non si schiantò contro la torre della Bank of America. L'aereo si schiantò tra il 28º e il 29º piano dell'edificio di 42 piani.

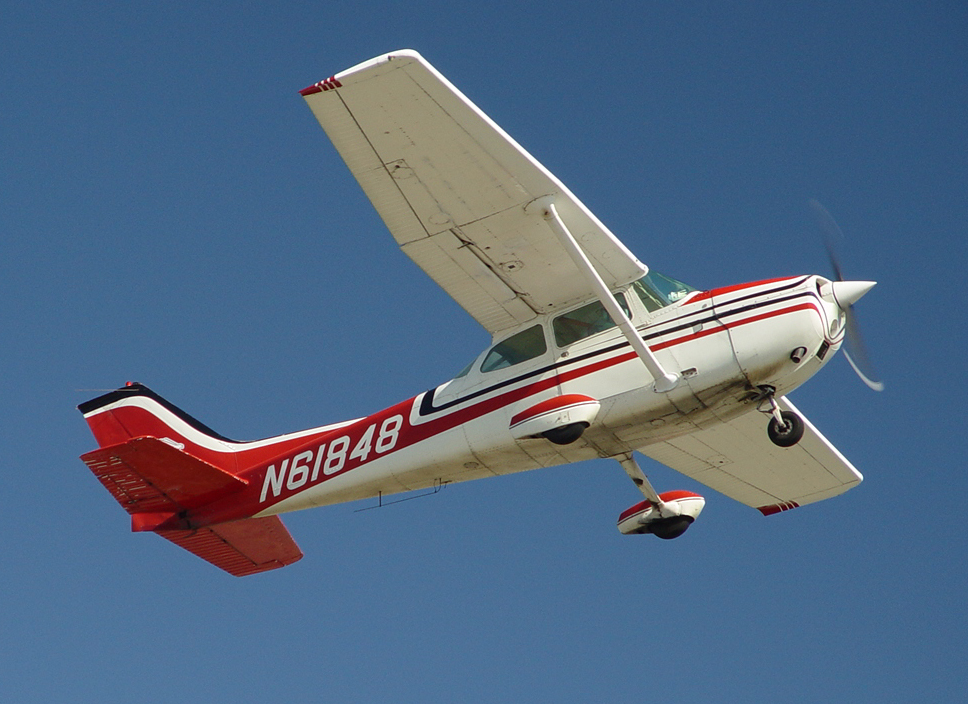
Questo Cessna 172 è dello stesso modello e marca dell'aereo schiantatosi contro la Bank of America Tower a Tampa.

## Indagini e conseguenze
Un'indagine seguì l'incidente. Gli investigatori esclusero il terrorismo, sebbene dei testimoni oculari affermassero che l'aereo non fece alcun tentativo apparente di evitare di colpire l'edificio. È stato infine suggerito che l'incidente fosse un apparente suicidio. Inoltre, un biglietto trovato tra i rottami esprimeva sostegno a Osama bin Laden. Tuttavia non ci sono prove che l'adolescente avesse alcun legame con un gruppo terroristico. Fu trovato un biglietto di suicidio dove era scritto il seguente testo:
Successivamente le autorità confiscarono un computer dalla casa dei genitori di Bishop per cercare di determinare il movente dell'incidente. Pochi istanti dopo l'incidente, il presidente George W. Bush fu brevemente informato dell'incidente e di due incidenti non correlati avvenuti quello stesso giorno.
Nell'aprile 2002, le trascrizioni ottenute dalla Federal Aviation Administration rivelarono nuovi dettagli sull'incidente, tra cui quanto vicino fosse stato il piccolo aereo a un volo della Southwest Airlines.
La madre del ragazzo intentò una causa da 70 milioni di dollari contro la Roche Laboratories, che produce un medicinale per l'acne chiamato Accutane. Secondo la richiesta di risarcimento, il medicinale aveva effetti collaterali come depressione e azioni suicide, che la richiesta indicava come causa dell'incidente. La causa è stata archiviata il 26 giugno 2007 dalla signora Bishop, la quale disse di essere fisicamente ed emotivamente incapace di proseguire.
Dopo l'incidente sono state adottate numerose misure di sicurezza. L'FAA rilasciò un avviso di sicurezza il 6 gennaio, il giorno dopo l'incidente. L'avviso includeva la sicurezza dell'aereo e le normative relative agli studenti di volo minorenni. Inoltre, l'Experimental Aircraft Association e altre organizzazioni aeronautiche più piccole proposero una maggiore sicurezza delle scuole di volo e dei piccoli aerei.
Mentre le autorità dichiararono che l'incidente era dovuto più ad un "abuso di fiducia" piuttosto che ad una violazione della sicurezza, altri sostengono la necessità di una maggiore sicurezza a causa della semplicità di tali azioni.